# Traité de Sugauli

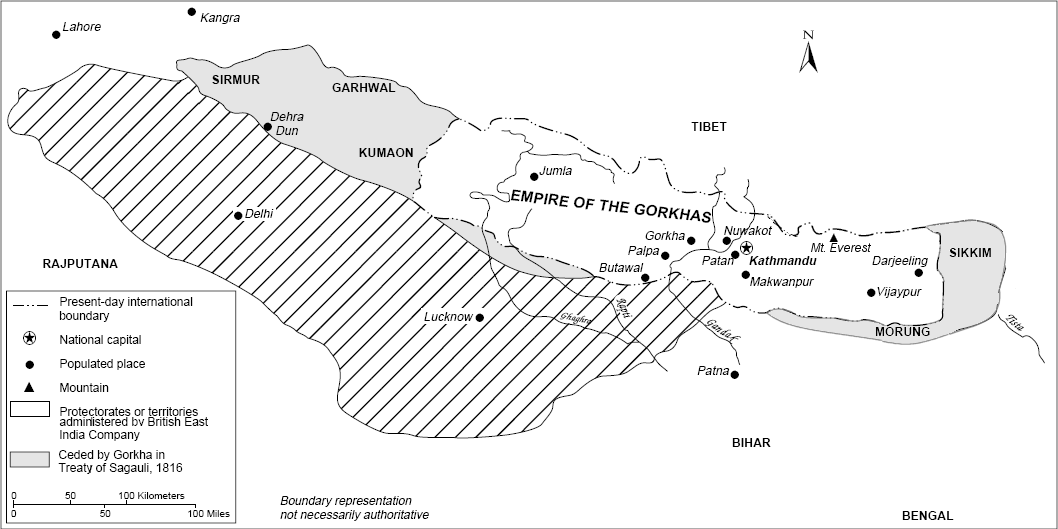
Conséquences territoriales du traité de Sugauli.

Le traité de Sugauli (également orthographié Sugowlee, Sagauli ou Segqulee) est un traité inégal qui établit le tracé de la frontière du royaume du Népal ; signé le 2 décembre 1815, il est ratifié le 4 mars 1816 entre la Compagnie britannique des Indes orientales (ou East India Company (EIC)) et le roi du royaume du Népal. Il fait suite à la guerre anglo-népalaise (1814-1816) et a été signé dans la ville éponyme, située aujourd’hui en Inde.

## Histoire et contenu
Le signataire pour le Népal est Raj Guru Gajraj Mishra aidé par Chandra Sekher Upadhayaya. Le signataire pour la Compagnie des Indes orientales est le lieutenant-colonel Paris Bradshaw. Le traité prévoit le rattachement de certains territoires contrôlés par le Népal à l'Inde britannique, l'établissement de représentants britannique à Katmandou, et permet à l'Empire britannique de recruter des Gurkhas pour le service militaire. Le Népal perd également le droit d'employer un Américain ou Européen pour son propre service — auparavant, plusieurs commandants français avaient été employés pour entraîner l'armée népalaise.
Sous le traité, différents territoires contrôlés par le Népal sont perdus, parmi lesquels tous les territoires que le roi du Népal a pris durant les guerres des 25 années précédentes ou environ, tels que le Sikkim, à l'est, le royaume Kumaon (en) et le royaume Garhwal (également connue sous le nom de Gadhwal) à l'ouest. Quelques-unes des terres de Terai ont été rendues au Népal en 1816 et davantage en 1860 pour les remercier de leur aide aux Britanniques dans la répression de la rébellion indienne de 1857.
Les résidents britanniques à Katmandou sont les premiers occidentaux à qui il a été permis de vivre dans l'ère post-Malla du Népal. Les missionnaires chrétiens en poste avaient été expulsés par les Gurkhas après leur conquête du Népal, au cours de la moitié du XVIIIe siècle. Le premier représentant est Edward Gardner, qui est installé dans un complexe au nord de Katmandou. Ce site est à présent nommé Lazimpat et est l’emplacement des ambassades de l'Inde et du Royaume-Uni.
Le traité de Sugauli a été remplacé, en décembre 1923, par le « Traité de paix et amitié perpétuelle » qui transforme le résident britannique en un agent diplomatique. Un traité distinct est signé avec l'Inde (indépendante à présent) en 1950 qui établit les relations entre les deux pays.